# Kamieniołom gnejsów w Chałupkach
Kamieniołom gnejsów w Chałupkach – nieczynny kamieniołom, położony w masywie strzelińskim na Wysoczyźnie Ziębickiej na południowym zboczu wzgórza Łowiec w pobliżu wsi Chałupki. Dominującą skałą jest gnejs o budowie warstewkowej. Jaśniejsze warstwy składają się z kwarcu, skaleni sodowo-wapiennych, skaleni potasowych, muskowitu, biotytu i śladowych ilości granatu. Druga występująca skałą są łupki łyszczykowe, w których można wyróżnić biotyt, muskowit, kwarc i granat. Trzecią grupą skał są amfibolity (występują one głównie w górnej części ścian kamieniołomu) zbudowane są one z amfiboli, epidotu oraz plagioklazów.

## Wiek geologiczny
Na podstawie wydatowanych gnejsów z pobliskich Doboszowic, za pomocą relacji przestrzennych. Wiek skał intruzji oszacowano na ok. 488 mln lat (metoda izotopową).

## Geologia
Dominującą skałą jest gnejs, a raczej jego odmiana paragnejs (powstała z przeobrażenia skały osadowej). Najlepiej widoczny jest on na północnej ścianie kamieniołomu. Ma on unikatowe cechy przez to zyskał nazwę „paragnejsu z Chałupek”. Składa się on głównie z kwarcu, skaleni sodowo-wapniowych, skaleni potasowych, muskowitu, biotytu oraz granatu. Za pomocą analizy chemicznej stwierdzono, iż gnejs z Chałupek zawiera dużą zawartość Al
2O
3 oraz znaczne ilości łyszczyków i granaty, daje to dowód by stwierdzić, że jest to paragnejs. W obrębie gnejsów występują brunatne wkładki wielkości ok. 80 cm drugiej najczęściej spotykanej skały na tym obszarze. Jest to łupek łyszczykowy głównym jej składnikiem jest biotyt i to on odpowiada za barwię brunatną, która jest wynikiem wytrącania i mieszania żelaza w procesje chlorytyzacji. W jego skład wchodzi jeszcze kwarc, dysten, staurolit, muskowit i skaleń. Dwie główne grupy skał gnejsy i łupki łyszczykowe pochodzą od skał osadowych taki jak: piaskowiec, mułowiec i skały ilaste.
Na północnej części zbocza w górnej jego części dostrzec można trzecią grupę skał jakim są amfibolity. Barwy zielono-czarnej (składającej się z amfiboli, epidotu i skaleni sodowo-wapniowych) z widoczną jaśniejszą laminacją (składającej się z plagioklazów). Jest to skała metamorficzna a po cechach teksturalnym można wnioskować, że powstała ona z przeobrażenia bazaltów i ich tufów.

## Pozostałe informacje
- Miejsce atrakcyjne dydaktycznie.
- Kamieniołom jest bezpieczny dla zwiedzających, jedynym zagrożeniem mogą być luźne bloki skalne na stromych zboczach.